# Science-Fiction-Jahr 1929
Übersicht

◄◄ | ◄ | 1925 | 1926 | 1927 | 1928 | Science-Fiction-Jahr 1929 | 1930 | 1931 | 1932 | 1933 | ► | ►►

Weitere Ereignisse

## Neuerscheinungen Literatur
| Deutscher Titel | Deutschsprachiges Erscheinungsjahr | Originaltitel | Autor               | Anmerkungen              |
| --------------- | ---------------------------------- | ------------- | ------------------- | ------------------------ |
| Mond-Rak I      | –                                  | –             | Otfrid von Hanstein | „Eine Fahrt ins Weltall“ |

## Neuerscheinungen Filme
| Deutscher Titel      | Deutschsprachiges Erscheinungsjahr | Originaltitel         | Regie          | Anmerkungen                    |
| -------------------- | ---------------------------------- | --------------------- | -------------- | ------------------------------ |
| Frau im Mond         | –                                  | –                     | Fritz Lang     | ist der letzte Stummfilm Langs |
|                      |                                    | High Treason          | Maurice Elvey  |                                |
|                      |                                    | Midstream             | James Flood    |                                |
| Die mysteriöse Insel | 2012                               | The Mysterious Island | Lucien Hubbard |                                |

## Geboren
- Johanna Braun († 2008)
- Ernest Callenbach († 2012)
- Larry Collins († 2005)
- Philippe Curval, Pseudonym von Philip Tronche († 2023)
- Len Deighton
- Brian Earnshaw
- Parke Godwin († 2013)
- Helmut Grob
- Fasil Iskander († 2016)
- Donald Kingsbury
- Ursula K. Le Guin († 2018)
- Ira Levin († 2007)
- Alexander Malec († 2014)
- Walter F. Murphy († 2010)
- Masanori Nakamura
- Hugo Raes († 2013)
- Ihor Rossochowatskyj († 2015)
- Lothar Streblow
- Sheri S. Tepper († 2016)
- Hannelore Valencak († 2004)
- Peter Van Greenaway († 1988)
- Robert Wells
- Robert Westall († 1993)
- Arnulf Zitelmann († 2023)

## Gestorben
- Richard Baerwald (* 1867)
- Auguste Groner (* 1850)
- Hans Ludwig Rosegger (* 1880)
- Garrett P. Serviss (* 1851)
- Louis Tracy (* 1863)
- Hans von Wentzel (* 1855)